# 클레스 방
클레스 방(덴마크어: Claes Bang, 1967년 4월 28일 ~ )은 덴마크의 배우이다. 루벤 외스틀룬드 감독의 영화 《더 스퀘어》에 출연했다.

## 출연 작품
- 더 스퀘어 - 크리스티안 역
- 거미줄에 걸린 소녀 - 얀 홀스터 역
- 노스맨 - 푤나르 역